# Закон Гука
Зако́н Гу́ка — утверждение, согласно которому деформация, возникающая в упругом теле (пружине, стержне, консоли, балке и т. д.), прямо пропорциональна силе упругости, возникающей в этом теле. Открыт в 1660 году английским учёным Робертом Гуком. Закон справедлив для упругих деформаций, то есть деформаций, устраняющихся при снятии внешней силы, вызвавшей деформации.
Закон Гука выполняется только при малых упругих деформациях, и не справедлив при пластических деформациях (не устраняющихся при снятии внешней силы, вызвавшей деформации). При превышении предела пропорциональности связь между силой и деформацией становится нелинейной. Для многих сред закон Гука неприменим даже при малых деформациях.

## Закон Гука для тонкого стержня
Для тонкого растяжимого стержня закон Гука имеет вид:
{\displaystyle F=k\Delta l.}
Здесь {\displaystyle F} — сила, которой растягивают (сжимают) стержень, {\displaystyle \Delta l} — абсолютное удлинение (сжатие) стержня, а {\displaystyle k} — коэффициент упругости (или жёсткости).
Коэффициент упругости зависит как от свойств материала, так и от размеров стержня. Можно выделить зависимость от размеров стержня (площади поперечного сечения {\displaystyle S} и длины {\displaystyle L}) явно, записав коэффициент упругости как
{\displaystyle k={\frac {ES}{L}}.}
Величина {\displaystyle E} называется модулем упругости первого рода, или модулем Юнга и является механической характеристикой материала.
Если ввести относительное удлинение
{\displaystyle \varepsilon ={\frac {\Delta l}{L}}}
и нормальное напряжение в поперечном сечении
{\displaystyle \sigma ={\frac {F}{S}},}
то закон Гука для относительных величин запишется как
{\displaystyle \sigma =E\varepsilon \ .}
В такой форме он справедлив для любых малых объёмов материала.
Также при расчёте прямых стержней применяют запись закона Гука в относительной форме
{\displaystyle \Delta l={\frac {FL}{ES}}.}

## Закон Гука и измерение силы
Закон Гука лежит в основе измерения сил пружинным механическим динамометром. В этом приборе измеряемая сила передаётся пружине, которая в зависимости от направления силы сжимается или растягивается. Величина упругой деформации пружины пропорциональна силе воздействия и регистрируется.
Принципиальная возможность измерения обеспечивается уже свойством упругости, но без закона Гука упомянутая пропорциональность отсутствовала бы и градуировочная шкала стала бы неравномерной, что неудобно.

## Обобщённый закон Гука
В общем случае напряжения и деформации описываются тензорами второго ранга в трёхмерном пространстве (имеют по 9 компонентов). Связывающий их тензор упругих постоянных является тензором четвёртого ранга {\displaystyle C_{ijkl}} и содержит 81 коэффициент. Вследствие симметрии тензора {\displaystyle C_{ijkl}}, а также тензоров напряжений и деформаций, независимыми являются только 21 постоянная. Закон Гука выглядит следующим образом:
{\displaystyle \sigma _{ij}=\sum _{kl}C_{ijkl}\cdot \varepsilon _{kl},}
где {\displaystyle \sigma _{ij}} — тензор напряжений, {\displaystyle \varepsilon _{kl},} — тензор деформаций. Для изотропного материала тензор {\displaystyle C_{ijkl}} содержит только два независимых коэффициента.
Благодаря симметрии тензоров напряжения и деформации, закон Гука может быть представлен в матричной форме.
Для линейно упругого изотропного тела:
{\displaystyle \varepsilon _{x}={\frac {\sigma _{x}}{E}}-{\frac {\mu }{E}}\sigma _{y}-{\frac {\mu }{E}}\sigma _{z}}

{\displaystyle \varepsilon _{z}={\frac {\sigma _{z}}{E}}-{\frac {\mu }{E}}\sigma _{x}-{\frac {\mu }{E}}\sigma _{y}}де:
- {\displaystyle E} — модуль Юнга;
- {\displaystyle \mu } — коэффициент Пуассона;
- {\displaystyle G={\frac {E}{2(1+\mu )}}} — модуль сдвига.